# Pezodrymadusa konowi
Pezodrymadusa konowi är en insektsart som först beskrevs av Bolívar, I. 1899.  Pezodrymadusa konowi ingår i släktet Pezodrymadusa och familjen vårtbitare. Inga underarter finns listade i Catalogue of Life.